# Enrico Berrè
Enrico Berrè (Roma, 10 de novembro de 1992) é um esgrimista italiano, medalhista olímpico.

## Carreira
Berrè conquistou a medalha de prata nos Jogos Olímpicos de Verão de 2020 em Tóquio ao lado de Luigi Samele, Luca Curatoli e Aldo Montano, após confronto contra os sul-coreanos Oh Sang-uk, Kim Jun-ho, Kim Jung-hwan e Gu Bon-gil na disputa de sabre por equipes.